# لازارو اسپالانزانی
لاتزارو اسپالانتسانی (زادهٔ ۱۰ ژانویه ۱۷۲۹ - درگذشتهٔ ۱۲ فوریهٔ ۱۷۹۹) زیست‌شناس، کاراندام‌شناس و کشیش کاتولیک ایتالیایی بود که در زمینهٔ مطالعهٔ تجربی عملکرد بدن، تولید مثل حیوانات و پژواک‌یابی در جانوران تلاش فراوانی کرد. پژوهش‌های او در زمینهٔ زیست‌زایی پایه‌ای شد برای پژوهش‌های لویی پاستور در آینده.↵جالب است بدانید این دانشمند استفراغ خود را بارها و بارها خورد تا چگونگی عملکرد معده را به‌دست آورد.

## زندگی
اسپالانتسانی در شهر اسکاندیانو در استان امروزی رجو امیلیا به دنیا آمد و در شهر پاویا از دنیا رفت. او در کالج یسوعی‌ها درس خواند و در دانشگاه بولونیا به یادگیری حقوق پرداخت. او خیلی زود حقوق را رها کرد و به علوم پایه روی آورد. او با لائورا باسی که استاد فیزیک بود آشنا می‌شود، این زن مشوق او در مطالعهٔ فلسفه طبیعی و ریاضیات بود. همچنین باعث شد او به زبان‌های باستان و امروزی توجه ویژه کند هرچند که خیلی زود آن‌ها را رها می‌کند.
اسپالانتسانی در ۲۵ سالگی به آموزش منطق، مابعدالطبیعه و زبان یونانی در دانشگاه شهر رجو نل امیلیا می‌پردازد. او در ۱۷۶۲ کشیش می‌شود و در ۱۷۶۳ به مُدنا می‌رود. او در مُدنا با پشتکار و کامیابی به آموزش ادامه داد اما هر زمان که آزاد بود به علوم طبیعی می‌پرداخت. درخواست‌های زیادی برای آموزش در دانشگاه‌های ایتالیا و سن پترزبورگ داده می‌شد اما او هیچ‌کدام را نمی‌پذیرفت تا اینکه در سال ۱۷۶۸ دعوت نامهٔ ماریا ترزا برای آموزش تاریخ طبیعی در دانشگاه پاویا را می‌پذیرد. او در ۱۷۶۸ در انجمن سلطنتی و در ۱۷۷۵ به عنوان عضو خارجی آکادمی سلطنتی علوم سوئد برگزیده می‌شود.